# Xã Johnson, Quận Scotland, Missouri
Xã Johnson (tiếng Anh: Johnson Township) là một xã thuộc quận Scotland, tiểu bang Missouri, Hoa Kỳ. Năm 2010, dân số của xã này là 204 người.